# Đa quốc tịch
Đa quốc tịch, còn được gọi là quốc tịch kép, là tình trạng công dân của một người, trong đó một người được coi đồng thời là công dân của nhiều quốc gia theo luật của các quốc gia đó. Không có công ước quốc tế xác định quốc tịch hoặc tình trạng công dân của một người mà luật pháp quốc gia quy định khác biệt và có thể không phù hợp với nhau. Nhiều quốc tịch phát sinh bởi vì các quốc gia khác nhau sử dụng các tiêu chuẩn khác nhau, và không nhất thiết phải loại trừ nhau, về tiêu chuẩn quốc tịch. Về mặt thông tục đề cập đến những người "đang giữ" nhiều quốc tịch nhưng về mặt kỹ thuật thì mỗi quốc gia đưa ra tuyên bố rằng người này được coi là công dân của mình.
Một số quốc gia không cho phép quốc tịch kép (ví dụ như Nhật Bản). Điều này có thể bằng cách yêu cầu người xin nhập quốc tịch từ bỏ toàn bộ quốc tịch hiện có hoặc bằng cách rút quốc tịch khỏi người tự nguyện lấy quốc tịch khác hoặc bằng các phương tiện khác. Một số quốc gia không cho phép từ bỏ quốc tịch. Một số quốc gia cho phép có quốc tịch kép, trong khi một số quốc gia khác cho phép quốc tịch kép nhưng chỉ có một số quốc gia hạn chế.
Hầu hết các quốc gia cho phép hai quốc tịch vẫn có thể không công nhận quốc tịch khác của quốc gia mình trong lãnh thổ của mình, ví dụ như liên quan đến nhập cảnh vào nước, dịch vụ quốc gia, nghĩa vụ bỏ phiếu... Tương tự như vậy, Một quốc gia khác cho một người cũng là quốc gia của nó. Một số quốc gia cấm người có quốc tịch kép làm việc trong quân đội, về lực lượng cảnh sát hoặc giữ một số văn phòng công cộng.